# Bastien Dayer
 (août 2022).
Si vous disposez d'ouvrages ou d'articles de référence ou si vous connaissez des sites web de qualité traitant du thème abordé ici, merci de compléter l'article en donnant les références utiles à sa vérifiabilité et en les liant à la section « Notes et références ».
Bastien Dayer, né le 28 décembre 1987, est un skieur suisse pratiquant le télémark.

## Carrière
Il a remporté 3 médailles aux championnats du monde juniors de télémark en 2007 à Thyon en Suisse : l'or en sprint et en slalom géant et l'argent en classique. Il a fait ses débuts en coupe du monde en 2005.
En 2011, il remporte un globe de cristal en classique.
Le 22 janvier 2012, il finit 3e de la première sprint de la saison à Bohinj en Slovénie. Un jour plus tard, il confirme son excellente forme en terminant encore une fois 3e d'une sprint, derrière Sven Lau et Philippe Lau.

## Palmarès

### Championnats du monde
- 2 médailles d'argent en classique en 2009 et 2013
- 1 médaille de bronze en sprint en 2013

### Coupe du monde

#### Classements
- 3e du classement général de la Coupe du monde en 2014

#### Résultats
- 35 podiums en Coupe du monde dont 7 victoires[1].

- 1re place, classic, Steamboat (USA), 13 février 2012
- 3e place, Telemark Sprint parallèle, Rjukan, 4 février 2012
- 3e place, Telemark Sprint parallèle, Rjukan, 3 février 2012
- 1re place, sprint classique, Rjukan, 2 février 2012
- 2e place, classique, Kvitfjell, 29 janvier 2012
- 3e place, sprint classique, Bohinj, 23 janvier 2012
- 3e place, sprint classique, Bohinj, 22 janvier 2012